# Alvin Moore
Alvin Moore (né le 11 novembre 1891 à Griffin (Indiana), mort le 9 novembre 1972 à Albuquerque) est un cavalier américain de dressage.

## Carrière
Alvin Moore est instructeur dans l'école de cavalerie de Fort Riley.
En 1932, avec Water Pat, il remporte la médaille de bronze par équipe aux Jeux olympiques d'été de 1932 à Los Angeles ; en individuel, il finit 7e.